# Gliese 581 b
Gliese 581 b är en planet i bana kring den röda dvärgstjärnan Gliese 581 i Vågens stjärnbild. Planeten upptäcktes av franska och schweiziska astronomer, som meddelade upptäckten den 30 november 2005. Den var den första planeten som upptäcktes i systemet och har en massa av ungefär 0,048 MJ. Den kretsar runt sin värdstjärna med en omloppstid av ungefär 5,4 dygn.